# Rockstar San Diego
Rockstar San Diego, tidigare Angel Studios, är en amerikansk spelstudio som ägs av Rockstar Games.
Studion startades år 1984 som Angel Studios som senare köptes upp av Rockstar Games år 2002. Spelstudion är känd för att ha skapat open-worldracingspelet Midtown Madness, racingserien Midnight Club och hitspelet Red Dead Redemption.
Studion har enligt två tidigare utvecklare haft väldigt dåliga arbetsförhållanden under utvecklingen av Red Dead Redemption, enligt dem har utvecklarna haft 12-timmarsdagar och lägre lön en vad den normala lönen är för spelutvecklare.
Rockstar Advanced Game Engine, Rockstars egenutvecklade spelmotor är utvecklad av RAGE Technology Group som har sitt kontor på Rockstar San Diego.

## Spel

### Som Angel Studios
| År   | Titel                                            | Plattform           |
| ---- | ------------------------------------------------ | ------------------- |
| 1998 | Major League Baseball Featuring Ken Griffey, Jr. | N64                 |
| 1998 | Virtual Jungle Cruise - DisneyQuest              | Attraktion          |
| 1999 | Resident Evil 2                                  | N64                 |
| 1999 | Ken Griffey, Jr.'s Slugfest                      | N64, GBC            |
| 1999 | Midtown Madness                                  | PC                  |
| 1999 | Savage Quest                                     | Arkad               |
| 1999 | Pirates - GameWorks                              | Attraktion          |
| 2000 | Midtown Madness 2                                | PC                  |
| 2000 | Midnight Club: Street Racing                     | PS2                 |
| 2000 | Smuggler's Run                                   | PS2                 |
| 2001 | Smuggler's Run 2: Hostile Territory              | PS2                 |
| 2001 | Test Drive Off-Road Wide Open                    | PS2, Xbox           |
| 2001 | Transworld Surf                                  | Xbox, PS2, Gamecube |
| 2002 | Smuggler's Run: Warzones                         | Gamecube            |
| 2003 | Spy Hunter 2                                     | Xbox, PS2           |

### Som Rockstar San Diego
| År   | Titel                                 | Plattform                                            |
| ---- | ------------------------------------- | ---------------------------------------------------- |
| 2003 | Midnight Club II                      | PS2, Xbox, PC                                        |
| 2004 | Red Dead Revolver                     | PS2, Xbox                                            |
| 2005 | Midnight Club 3: DUB Edition          | PSP, PS2, Xbox (med Rockstar Leeds)                  |
| 2006 | Midnight Club 3: DUB Edition Remix    | PS2, Xbox                                            |
| 2006 | Rockstar Games Presents Table Tennis  | X360, Wii (med Rockstar Leeds)                       |
| 2008 | Midnight Club: Los Angeles            | PS3, X360                                            |
| 2008 | Midnight Club: L.A. Remix             | PSP (med Rockstar London)                            |
| 2009 | Midnight Club: L.A. Complete Edition  | PS3, X360                                            |
| 2010 | Red Dead Redemption                   | PS3, X360 (med Rockstar North)                       |
| 2010 | Red Dead Redemption: Undead Nightmare | PS3, X360 (med Rockstar North)                       |
| 2013 | Grand Theft Auto V                    | Playstation 3, Xbox 360, Playstation 4, Xbox One, PC |
| 2018 | Red Dead Redemption 2                 | Playstation 4, Xbox One                              |